# البرتیک
البرتیک (به فرانسوی: Albertacce) یک کمون در فرانسه است که در کرس شمالی واقع شده‌است.

## خصوصیات
البرتیک ۹۷٫۱۲ کیلومترمربع مساحت و ۲۳۰ نفر جمعیت دارد و ۸۶۷ متر بالاتر از سطح دریا واقع شده‌است.